# O Melhor dos Iguais
O Melhor dos Iguais é o terceiro álbum do grupo paulistano Premê. Foi o primeiro disco do grupo a ser lançado pelo selo EMI/Odeon, após o sucesso estrondoso de Quase Lindo, e foi produzido por Lulu Santos. No entanto, o disco acabou vendendo menos cópias que seu antecessor. Foi originalmente lançado em LP no ano de 1985, e em 2019 foi reeditado em CD pelo Selo SESC .
O disco traz a canção Balão Trágico, que conta a história de uma criança que vive em uma favela, tratando de temas como o desemprego, a gravidez infantil, o alcoolismo e a falta de infraestrutura em residências da periferia. O nome ironiza o programa infantil Balão Mágico, e o instrumental da canção também faz referência às músicas infantis da época, como as feitas por Lincoln Olivetti. Por isso, chegou a ser tocada em festas infantis e programas de auditório nos anos 1980.
Outros assuntos tratados nas canções são a hiperinflação (Trampo Jóia) e a crise financeira (Abrigo Nuclear) da década de 1980, o consumismo (Melô da Economia), a poluição industrial (Lua de Mel). Há também a participação especial de Arrigo Barnabé (que, assim como o Premê, era parte da chamada Vanguarda Paulista) na canção Queixada e de Caetano Veloso em Bem-Brasil.

## Lista de faixas
| N.º | Título                                                                       | Compositor(es)                                                                                    | Duração |  |
| 1.  | "Vida Besta"                                                                 | Azael Rodrigues, Claus Petersen, A. Marcelo Galbetti, Mário Manga, Osvaldo Luiz, Wandi Doratiotto | 3:44    |  |
| 2.  | "Trampo Jóia"                                                                | Wandi Doratiotto                                                                                  | 4:08    |  |
| 3.  | "Amigo da Onça"                                                              | Wandi Doratiotto                                                                                  | 2:47    |  |
| 4.  | "Carrão de Gás (Tração nas 4)"                                               | Wandi Doratiotto, A. Marcelo Galbetti                                                             | 2:45    |  |
| 5.  | "Abrigo Nuclear"                                                             | Osvaldo Luiz                                                                                      | 2:14    |  |
| 6.  | "Melô da Economia" (Participação especial: Scarlet Moon e Rodrigo Rodrigues) | A.C. Dal Farra, A. Marcelo Galbetti, Osvaldo Luiz, Claus Petersen, Mário Manga, Wandi Doratiotto  | 2:40    |  |
| 7.  | "Queixada"                                                                   | Arrigo Barnabé                                                                                    | 0:32    |  |
| 8.  | "Jacaré Também É Gente"                                                      | Wandi Doratiotto                                                                                  | 2:37    |  |
| 9.  | "Bem Brasil" (Participação especial: Caetano Veloso)                         | Bem Brasil                                                                                        | 4:35    |  |
| 10. | "Lua de Mel"                                                                 | A. Marcelo Galbetti, Mário Manga, Osvaldo Luiz                                                    | 3:42    |  |
| 11. | "Como Pude...?"                                                              | Osvaldo Luiz, Juvenal Neto                                                                        | 3:00    |  |
| 12. | "Bem Feito"                                                                  | Osvaldo Luiz, Lúcia Turnbull, Carlos Coelho                                                       | 2:56    |  |
| 13. | "Balão Trágico"                                                              | Mário Manga, Dioni Moreno                                                                         | 3:26    |  |
| 14. | "Carrão de Gás (Tração nas 2)"                                               | Wandi Doratiotto, A. Marcelo Galbetti                                                             | 2:19    |  |

## Ficha técnica

### Premê
- Marcelo Galbetti: voz (faixa 10), vocal (faixas 1, 2, 5, 11, 12), clarinete (faixas 6, 7, 14), efeitos (faixa 8), texto (faixa 10)
- Osvaldo Luiz: voz (faixas 1, 4, 5, 10, 11, 12), vocal (faixas 2, 3, 5), baixo (faixas 2, 3, 4, 5, 6, 7, 11, 12, 13), DX7 (faixas 2, 10, 12)
- Mário Manga: guitarra (faixas 1, 3, 4, 5, 6, 7, 10, 13), GR700 (faixas 1, 12), metais (faixa 3), cello (faixa 7, 8), texto (faixa 10), violão (faixa 11, 14), banjo (faixa 11), bandolim (faixa 11), diálogo (faixa 13)
- A.C. Dal Farra: vocal (faixa 5), metais (faixa 3), bateria (faixas 3, 4, 6, 7, 10, 12, 13), drumulator e tímpanos (faixa 5), percussão (faixas 7, 13), xique xique (faixa 9)
- Claus Petersen: voz (faixa 5, 11), vocal (faixas 1, 2, 3, 5), flauta (faixa 2, 6, 7, 12, 13), metais (faixa 3), flautim (faixa 5), sax alto (faixa 6), flauta doce (faixa 8), adaptação do canto gregoriano (faixa 9), sax soprano (faixa 14)
- Wandi Doratiotto: voz (faixas 2, 3, 8, 14), guitarra (faixa 1), violão (faixas 7, 14), texto (faixas 9, 10), diálogo (faixa 13)

### Outros músicos
- Azael Rodrigues: bateria (faixas 1, 2, 12), programação de bateria (faixa 10)
- Lulu Santos: slide guitar (faixa 3), guitarra (faixas 4, 12)
- Arrigo Barnabé: arranjo (faixa 7), piano (faixa 7)
- Coro, vozes e locução: Suzana (faixa 1), Edson Mazieiro (faixa 5), Scarlet Moon (faixa 6), Rodrigo Rodrigues (faixas 6, 13), sapo cururu tenor, grilo australiano contratenor, tachã, jaó sapo aranha baixo, rã tantan soprano, rão mon contralto, curiango (faixa 8)[nota 1], Caetano Veloso (faixa 9), Cristina Correa (faixa 13)
- DX7: Nico Rodrigues (faixas 1, 10), Lulu Martin (faixa 2), Dioni Moreno (faixas 5, 6, 13)
- Harpa: Vera Perret (faixa 5)
- Moto: Toninho Cortese (faixa 4)

### Sopros
- Sax: Zé Luis e Humberto (faixas 3, 6), Sérgio Cleto (faixa 3), Léo Gandelman e Zé Carlos (faixas 5, 13)
- Trompetes: Bidinho e Dom (faixas 5, 6, 13)
- Trompas: Antonio Candido Sobrinho e Luiz Candido da Costa (faixas 5, 6)
- Trombone: Roberto Marques (faixas 5, 6), Zeca do trombone (faixas 13, 14)
- Clarinete solo: Helcio Brenha (faixa 14)
- Gaita: Rodrigo Rodrigues (faixa 11)

### Percussão
- Pandeiro: Paulinho do Pandeiro (faixa 9)
- Tamborim: Paulinho do Pandeiro, Trambique, Jaguara do Repique e Gordinho (faixa 9)
- Reco-reco: Trambique (faixa 9)
- Caixa: Trambique e Paulo Cesar Ferreira (faixa 9)
- Bateria: Paulo Cesar Ferreira (faixa 9)
- Repinique e ganzá: Jaguara do Repique (faixa 9)
- Surdo e agogô: Gordinho (faixa 9)
- Cuíca: Marçal da Cuíca (faixa 9)
- Cavaco: Alceu do Cavaco (faixa 9)
- Tambourine: Repolho (faixa 11)
- Percussão: Repolho (faixa 12)

### Produção
- Arranjos: Premê (faixas 1, 2, 3, 6, 9, 10, 11, 12), Dioni Moreno (faixas 5, 13), Arrigo Barnabé (faixa 7), Marcelo Galbetti (faixas 8, 14), Lulu Santos (faixa 10), Nico Rezende (faixa 10), Mário Manga (faixa 14)
- Direção artística: Jorge Davidson
- Direção de produção: Lulu Santos e Mayrton Bahia
- Produção executiva: Bia Aydar, Lulu Santos e Mayrton Bahia
- Mixagens: Serginho e Mayrton Bahia
- Técnicos de Estúdios: Zé Celso, Amaro, Renato, Rafael, Serginho e Toninho
- Auxiliares de estúdio: Rob e Geraldo
- Capa: Guto Lacaz
- Fotos de capa: Jorge Rosenberg
- Ilustração do jacaré: Mário Cafiero
- Produção gráfica: J.C. Mello